# Urmatbek Amatow
Urmatbek Abdirasułowicz Amatow (kirg. Урматбек Абдирасулович Аматов; ur. 27 maja 1993) – kirgiski zapaśnik walczący w stylu klasycznym. Zajął dwunaste miejsce na mistrzostwach świata w 2018. Wicemistrz Azji w 2018. Trzeci na mistrzostwach Azji juniorów w 2012. Triumfator młodzieżowych igrzysk olimpijskich z 2010 roku.